# Associazione Sportiva Dilettantistica Gualdo Casacastalda
Maillots
L'Associazione Sportiva Dilettantistica Gualdo Casacastalda, plus couramment abrégée en Gualdo Casacastalda, est un club italien de football fondé en 1920 et dans la ville de Gualdo Tadino, en Ombrie.
Le club joue ses matchs à domicile au Stade Carlo Angelo Luzi, doté de 4 000 places.

## Histoire
Le club est fondé en 1920 sous le nom de Società Sportiva Gualdo. Le club de l'ASD Casacastalda est quant à lui fondé en 1984.
La fusion des deux clubs a lieu en 2013.

### Rivalité
Le Gualdo Casacastalda entretient une rivalité avec une autre équipe de la province, à savoir l'AS Gubbio 1910,, ainsi que des rivalités mineures avec les équipes de l'AC Bastia 1924, l'Angelana 1930 et Montevarchi.

## Palmarès
| Compétitions nationales                                                          |
| -------------------------------------------------------------------------------- |
| - Championnat d'Italie D4 (2) : - Champion : 1991-92 (Gr. E) et 1993-94 (Gr. B). |

## Personnalités du club

### Présidents du club
| - Fabrizio Scatena & Giampiero Minelli (2013 - 2015) - Giampiero Minelli (2015 - 2016) | - Fabrizio Rinaldini (2016 - 2019) | - Luca Scassellati (2020 - ) |

### Entraîneurs du club
| - Gianni Francioni & Federico Giunti (2013 - 2014) - Federico Giunti (2014 - 2015) | - Omar Manuelli, Riccardo Bocchini & Francesco Bacci (2015 - 2016) - Guido Vicarelli & Roberto Balducci (2016 - 2017) | - Lorenzo Bazzucchi (2017 - ?) - Simone Tomassoli |